# Side to Side
«Side to Side» (с англ. — «Из стороны в сторону») — песня американской певицы Арианы Гранде с её третьего одноимённого студийного альбома Dangerous Woman (2016). Песня вышла 30 августа 2016 года в качестве третьего сингла, записанного вместе с Ники Минаж на лейбле Republic Records. Она достигла 4-го места как в американском чарте Billboard Hot 100, так и в UK Singles Chart, став ее первым синглом из пятерки лучших с Dangerous Woman. Она также достигла 4-го места в канадском чарте Hot 100, 3-го места в австралийском чарте и 2-го места в чарте Новой Зеландии. Это ее второй сингл, занявший первое место в американском чарте Mainstream Top 40 airplay. По состоянию на 2018 год в стране было продано 1,1 миллиона копий сингла, и он был сертифицирован Американской ассоциацией звукозаписывающей индустрии (RIAA) как 6-кратно платиновый за дополнительные эквивалентные единицы.
Музыкальное видео, снятое Ханной Лакс Дэвис, премьера которого состоялась на веб-сайте американского бренда одежды Guess 28 августа 2016 года. Оно получило номинацию на MTV Video Music Awards 2017 года за лучшую хореографию. Гранде и Минаж исполнили «Side to Side» на церемонии MTV Video Music Awards 2016 и American Music Awards. Гранде также продвигала песню с помощью телевизионных выступлений на The Tonight Show Starring Jimmy Fallon и на Шоу Эллен Дедженерес.

## История
13 мая 2016 года Гранде впервые анонсировала новую песню с альбома Dangerous Woman в своём аккаунте в Instagram.
В музыкальном плане песня сочетает стили регги-фьюжн и современный ритм-н-блюз (R&B).
Песня получила положительные отзывы музыкальных критиков: AllMusic, USA Today.
Журналист Роб Шеффилд из журнала Rolling Stone поместил песню на 22-е место в списке лучших хитов года («50 Best Songs of 2016»), описав её как «оду тому, чтобы иметь столько секса, что вы не можете ходить прямо на следующий день».
Для Гранде и Минаж новый хит стал 8-м и 13-м, соответственно, попавшим в десятку лучших американских синглов Hot 100 (top-10).
28 августа 2016 года Ариана Гранде исполнила «Side to Side» на Церемонии MTV Video Music Awards 2016 вместе с Ники Минаж. В представлении были использованы велосипеды (как и в видеоклипе) и гимнастический конь. Гранде также представила песню на шоу The Tonight Show Starring Jimmy Fallon 8 сентября 2016 года. Акустическую версию песни вместе с «Into You» на шоу The Ellen DeGeneres Show 14 сентября 2016 года. 24 сентября 2016 года Гранде исполнила песню на фестивале 2016 iHeartRadio Music Festival.

## Музыкальное видео
Музыкальное видео вышло 28 августа 2016. Режиссёром выступила Ханна Люкс Дэвис.
К июню 2017 года видео имело более 1 млрд просмотров на канале YouTube.
Музыкальное видео начинается в тренажёрном зале, где девушки во главе с Гранде, на велотренажёрах выполняют синхронизированную хореографию. Затем видео переносит зрителей в другой тренажерный зала и в раздевалки, где есть боксёрское снаряжение. Потом Гранде и Минаж показаны в сауне, окружённые моделями-мужчинами.

## Критика

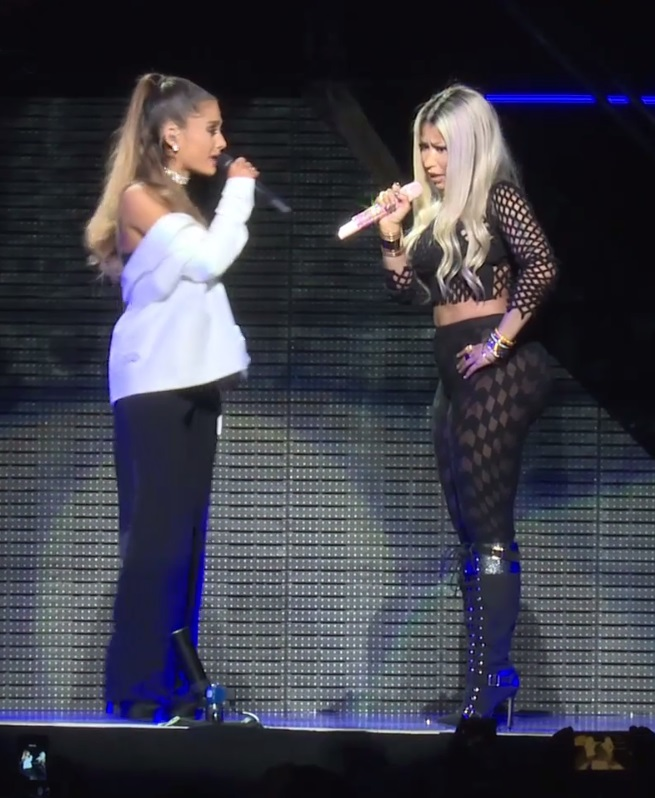
Рэпер Ники Минаж (справа) и Гранде (слева) сотрудничали несколько раз.

Стивен Томас Эрлевайн из AllMusic отметил, что звучание песни сравнимо с работами барбадосской певицы Рианны. Мейв Макдермотт из USA Today также отметила сходство и написала: Гранде заимствует тропические ароматы и ска-музыку, которые Рианна привнесла в поп-музыку. Далее она похвалила участие Минаж, написав: Кого как ни Ники Минаж пригласить на альбом о женской жестокости, чей сдержанный рэп буквально крадет шоу и придает Гранде некоторую реальную опасность.
Писатель журнала Rolling Stone Роб Шеффилд поставил «Side to Side» на 22-е место в своем списке «50 лучших песен 2016 года».

## Участники записи

### запись
- Записано в студии MXM и студии Wolf Cousins (Стокгольм, Швеция)
- Стихи Ники Минаж записаны в студии Glenwood Place ( Бербанк , Калифорния) и MilkBoy the Studio (Филадельфия, Пенсильвания)
- Сведено в MixStar Studios ( Верджиния-Бич , Вирджиния )
- Мастеринг в Стерлинг Саунд (Нью-Йорк, Нью-Йорк)

### управление
- Опубликовано MXM ( ASCAP ) - под управлением Kobalt (ASCAP), Wolf Cousins (STIM), Warner / Chappell Music (STIM), Harajuku Barbie Music / Music Mack Music / Песни Universal, Inc. ( BMI ) и Grandefinale LLC
- Nicki Minaj , любезно предоставленный Cash Money Records

### персонал
| - Ариана Гранде - вокал, автор песни - Ники Минаж - вокал, автор песни - Макс Мартин - автор песни, производство , программирование , клавиатура, гитара, бас, перкуссия - Саван Котеча - автор песни, фоновый вокал - Илья Салманзаде - автор песни, производство, программирование, клавишные музыкальные инструменты, гитара, бас, перкуссия - Александр Кронлунд - автор песни - Чонита Гилберт - бэк-вокал - Джой Гиллиам - бэк-вокал - Таура Стинсон - бэк-вокал | - Сербская Генея - сведение - Сэм Холланд - звукорежиссёр - Джон Хейнс - техника сведения - Джоэл Метцлер - помощник звукорежиссёра - Джордан Сильва - помощник звукорежиссёра - Том Койн - мастеринг - Ая Меррилл - мастеринг - Венди Гольдштейн - артисты и репертуар - Скутер Браун - артисты и репертуар |

## Позиции в чартах

### Еженедельные чарты
| Чарт (2016—17)                         | Высшая позиция |
| -------------------------------------- | -------------- |
| Аргентина (Monitor Latino)             | 16             |
| Австралия (ARIA)                       | 3              |
| Австрия (Ö3 Austria Top 40)            | 22             |
| Бельгия/Фландрия (Ultratop 50)         | 23             |
| Бельгия/Валлония (Ultratop 50)         | 15             |
| Болгария (PROPHON)                     | 9              |
| Канада (Billboard Canadian Hot 100)    | 4              |
| Канада (Billboard CHR/Top 40)          | 1              |
| Канада (Billboard Hot AC)              | 20             |
| СНГ (TopHit Airplay)                   | 66             |
| Чехия (Rádio — Top 100)                | 38             |
| Чехия (Singles Digitál Top 100)        | 10             |
| Дания (Tracklisten)                    | 13             |
| Европа (Euro Digital Songs)            | 9              |
| Финляндия (Latauslista Download)       | 30             |
| Франция (SNEP)                         | 66             |
| Германия (GfK)                         | 24             |
| Греция (Billboard)                     | 1              |
| Венгрия (Dance Top 40)                 | 13             |
| Венгрия (Rádiós Top 40)                | 14             |
| Венгрия (Single Top 40)                | 6              |
| Ирландия (IRMA)                        | 5              |
| Израиль (Media Forest)                 | 8              |
| Италия (FIMI)                          | 28             |
| Япония (Billboard Japan Hot 100)       | 74             |
| Ливан (OLT20)                          | 9              |
| Мексика (Mexico Airplay, Billboard)    | 24             |
| Нидерланды (Dutch Top 40)              | 11             |
| Нидерланды (Single Top 100)            | 11             |
| Новая Зеландия (Recorded Music NZ)     | 2              |
| Норвегия (VG-lista)                    | 8              |
| Парагвай (Monitor Latino)              | 18             |
| Филиппины (Philippine Hot 100)         | 55             |
| Польша (Polish Airplay Top 100)        | 11             |
| Португалия (AFP)                       | 10             |
| Россия (TopHit)                        | 81             |
| Шотландия (OCC Scotland)               | 7              |
| Словакия (Rádio — Top 100)             | 73             |
| Словакия (Singles Digitál Top 100)     | 10             |
| Республика Корея (Gaon Digital Chart)  | 22             |
| Испания (PROMUSICAE)                   | 26             |
| Швеция (Sverigetopplistan)             | 13             |
| Швейцария (Schweizer Hitparade)        | 21             |
| Великобритания (OCC UK Singles)        | 4              |
| США (Billboard Hot 100)                | 4              |
| США (Billboard Adult Pop Airplay)      | 16             |
| США (Billboard Dance Club Songs)       | 13             |
| США (Billboard Dance/Mix Show Airplay) | 3              |
| США (Billboard Latin Pop Airplay)      | 38             |
| США (Billboard Pop Airplay)            | 1              |
| США (Billboard Rhythmic)               | 2              |
| Венесуэла (Record Report)              | 1              |

## Сертификации
| Регион | Сертификация  | Продажи               |
| --- | ------------- | --------------------- |
| Австралия (ARIA) | 7× Платиновый | 490 000               |
| Бельгия (BEA) | Золотой       | 10 000                |
| Бразилия (ABPD) | Бриллиантовый | 250 000               |
| Канада (Music Canada) | 5× Платиновый | 400 000               |
| Дания (IFPI Danmark) | Платиновый    | 90 000                |
| Франция (SNEP) | Платиновый    | 133 333               |
| Германия (BVMI) | Платиновый    | 400 000               |
| Италия (FIMI) | 2× Платиновый | 100 000               |
| Новая Зеландия (RMNZ) | Платиновый    | 30 000                |
| Норвегия (IFPI Norway) | 3× Платиновый | 180 000               |
| Польша (ZPAV) | 4× Платиновый | 80 000                |
| Португалия (AFP) | 2× Платиновый | 20 000                |
| Республика Корея (Gaon) | —             | 352,195               |
| Испания (PROMUSICAE) | Платиновый    | 40 000                |
| Швеция (GLF) | 3× Платиновый | 24 000 000            |
| Швейцария (IFPI Switzerland) | Платиновый    | 30 000                |
| Великобритания (BPI) | 2× Платиновый | 1 200 000             |
| США (RIAA) | 6× Платиновый | 6,000,000 / 1,170,000 |
| Данные о продажах + прослушиваниях приведены только на основе сертификации. · Данные только о прослушиваниях приведены на основе сертификации. |               |                       |

## История выхода
| Регион | Дата            | Формат                                     | Лейбл    | Ссылки |
| ------ | --------------- | ------------------------------------------ | -------- | ------ |
| США    | 30 августа 2016 | Urban contemporary, Contemporary hit radio | Republic |        |
| Италия | 7 октября 2016  | Contemporary hit radio                     | Republic |        |